# 日野伸一
日野 伸一（ひの しんいち、1952年 - ） は、日本の土木工学者。九州大学名誉教授。九州大学副学長、大分工業高等専門学校校長などを経て、久留米工業大学学長。

## 人物・経歴
愛媛県出身。1975年九州大学工学部土木工学科卒業。1977年九州大学大学院工学研究科土木工学専攻修士課程修了。1980年九州大学大学院工学研究科土木工学専攻博士課程修了、九州大学工学部助手。1983年九州大学工学博士、山口大学工学部土木工学科講師。1984年山口大学工学部土木工学科助教授。1986年九州大学工学部助教授。1987年コンクリート構造国際会議最優秀論文賞、1992年プレストレストコンクリート技術協会賞受賞。2004年九州大学工学部教授。2009年九州大学大学院工学研究院長・工学部長。2011年土木学会構造工学委員会委員長。2012年九州大学副学長。同年国土交通省九州地方整備局国土交通行政表彰。2017年大分工業高等専門学校校長。土木学会理事、日本工学アカデミー理事、福岡建設専門学校常任理事、国土交通省九州地方整備局事業評価監視委員会委員長なども歴任した。2021年土木学会功績賞受賞。2024年4月より久留米工業大学学長。